# Vročina
Vročína je stanje povišane telesne temperature. Je pogost in nespecifičen bolezenski znak. Normalna telesna temperatura znaša okoli 36,5–37 °C, vendar so pri zdravih ljudeh možna večja odstopanja, vrednost pa je tudi odvisna od spola, mesta merjenja (ustna votlina, bobnič, pazduha ali zadnjik) in dnevnih nihanj telesne temperature. V splošnem zvišanje telesne temperature nad 38 °C imenujemo febrilna temperatura, če pa ostane pod 38 °C, je to subfebrilna temperatura.
Vročíca je stanje pri visoki vročini, za katero so značilni slabo počutje, občutek vročine in včasih, zlasti pri zelo visokem povišanju telesne temperature tudi duševne motnje (blodnje). Medtem ko je vročina sámo povišanje telesne temperature in s tem eden od obrambnih mehanizmov organizma, opisuje izraz vročica neprijetna občutenja, ki jih oseba z visoko vročino doživlja.
Vročine ne smemo enačiti s hipertermijo, saj gre pri slednji za nenadzorovano povišanje telesne temperature zaradi prevelike proizvodnje ali absorpcije toplote in/ali nezadostne termoregulacije.

## Fiziološko ozadje
Do vročine pride zaradi dviga nastavitvene točke centra v hipotalamusu, ki uravnava telesno temperaturo. Dvig nastavitvene točke neposredno povzroči PGE2, ki pa se sprošča, kadar so v telesu prisotni pirogeni (snovi, ki povzročijo vročino). Pirogeni so lahko endogeni (nastajajo v telesu) ali eksogeni (v telo pridejo iz okolja). Če je nastavitvena točka v telesu nastavljena na višjo temperaturo, kot je dejanska temperatura organizma, se pospešijo procesi nastajanja toplote ter zavrejo procesi oddajanja le-te (toplotna bilanca postane negativna). Žile v koži se skrčijo in koža postane bleda in hladna, dlake se naježijo, pride do drgetanja, prizadeti občuti mrazenje. Ko telesna temperatura doseže vrednost nastavitvene točke, postane toplotna bilanca zopet ničelna - temperatura se vzdržuje na višji vrednosti. Če pride ponovno do znižanja hipotalamične nastavitvene točke (zaradi jemanja antipiretikov, odstranitve eksogenih pirogenov ...), telo začne pospešeno oddajati toploto, procesi nastajanja toplote pa so zavrti; človek se začne potiti, koža je rožnata in topla. Telesna temperatura se ponovno zniža.

### Endogeni pirogeni
Med endogene pirogene sodijo citokini (interlevkin 1, interlevkin 6, TNF ...). Proizvajajo jih fagociti in jih sproščajo v krvni obtok. Prehajajo krvno-možgansko pregrado in aktivirajo pretvorbo arahidonske kisline v PGE2, PGE2 pa dvigne nastavitvene točke v hipotalamusu.

### Eksogeni pirogeni
Med eksogenimi pirogeni so najpomembnejši lipopolisaharidi iz gramnegativnih bakterij. Po vezavi eksogenega pirogena na makrofag se v slednjem sproži nastanek endogenih pirogenov in nadalje je princip enak kot je zgoraj opisano.

## Vzroki
Vročina se pojavi kot posledica številnih bolezenskih stanj. Poglavitni vzroki so:
- okužbe, npr. gripa, prehlad, HIV, malarija ...
- kožna vnetja
- imunske bolezni, npr. eritematozni lupus, sarkoidoza ...
- poškodbe tkiva zaradi hemolize, kirurškega posega, infarkta ...
- jemanje nekaterih zdravil (progesteron, citostatiki ...)
- odtegnitveni sindrom
- rakava obolenja
- presnovne bolezni (porfirija, udnica)
- tromboembolije

## Funkcije
Pomen pojava vročine v bolezenskih stanjih za organizme ni popolnoma jasen. Kljub temu je jasno, da se je z evolucijskega vidika razvila kot odgovor na okužbe (infekcije), saj mnogi mikrobi uspevajo le v ozkem temperaturnem območju. Taki mikrobi so povzročitelji vraničnega prisada oz. antraksa (Bacillus anthracis), sifilisa (Treponema pallidum), pnevmokokne pljučnice, gobavosti oz. lepre (Mycobacterium leprae), rikecije ter razni povzročitelji virusnih in glivičnih okužb. Poleg tega vročina poveča proizvodnjo protiteles ter zavira rast nekaterih tumorjev.